# Casa Finch-Guerlac
La Casa Finch-Guerlac (in inglese: Finch-Guerlac House) è una storica residenza della città di Ithaca nello Stato di New York.

## Storia
Quando la casa venne eretta negli anni 1840 si presentava molto probabilmente come un modesto cottage di stile neogreco. Nel 1874 venne rimaneggiata dall'architetto William Henry Miller, che le diede i suoi attuali connotati in stile Regina Anna.
La casa è stata la dimora di Francis Miles Finch, avvocato e dean della scuola di legge dell'Università Cornell, e di Henry Guerlac, professore di storia alla medesima università.
L'edificio ha lo status di proprietà contributiva all'interno del distretto storico di East Hill da quando questo venne istituito nel 1986.

## Descrizione
La casa è situata al 3 di Fountain Place nel quartiere di East Hill, a poca distanza dal centro di Ithaca.
L'edificio, sviluppato su due livelli principali più un piano mansardato, presenta uno stile Regina Anna, come testimoniano la complessa articolazione delle coperture, i numerosi corpi aggettanti, le finestre a golfo e la torretta ottagonale che caratterizza la veranda che circonda la casa.

## Galleria d'immagini

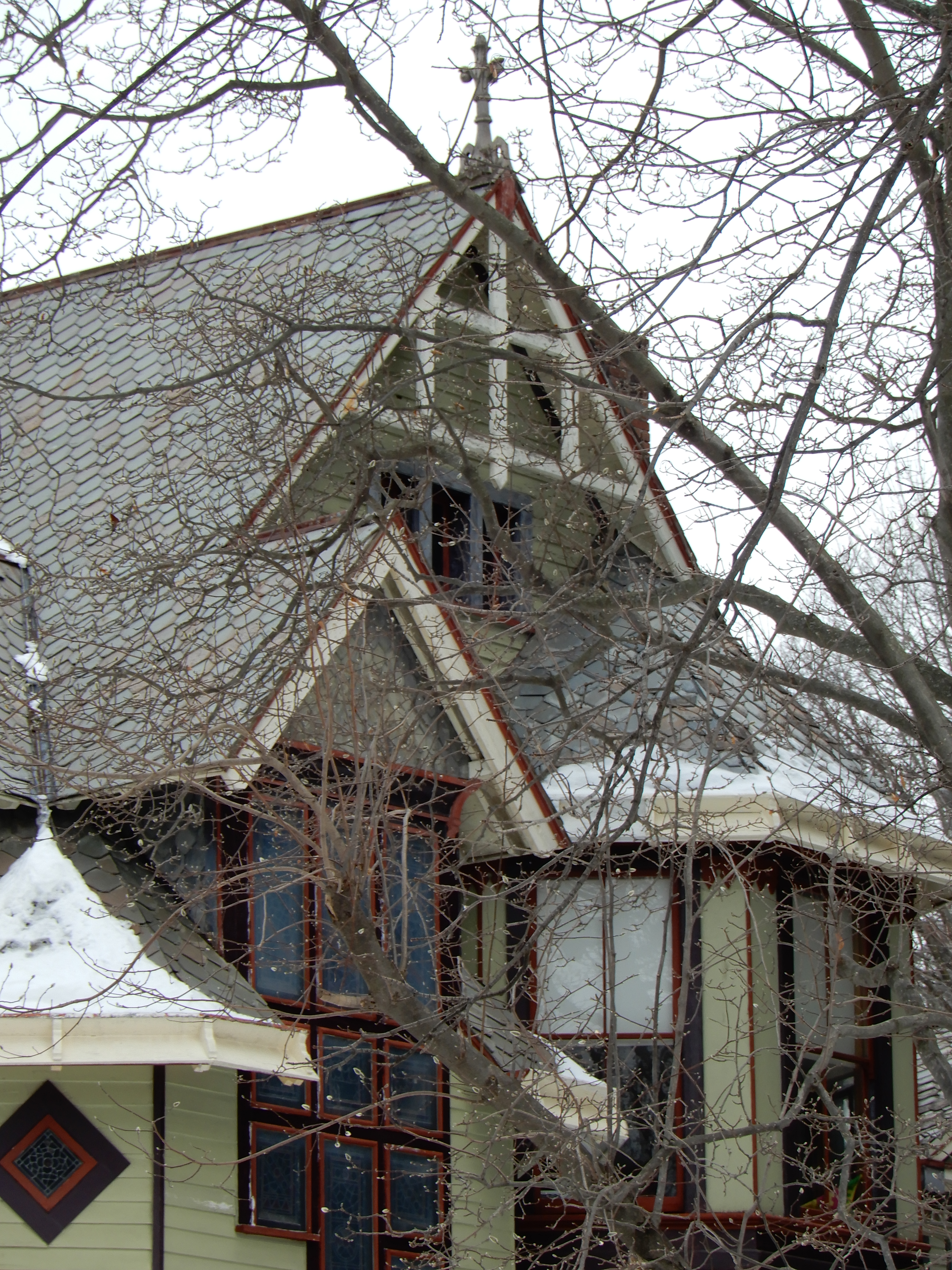
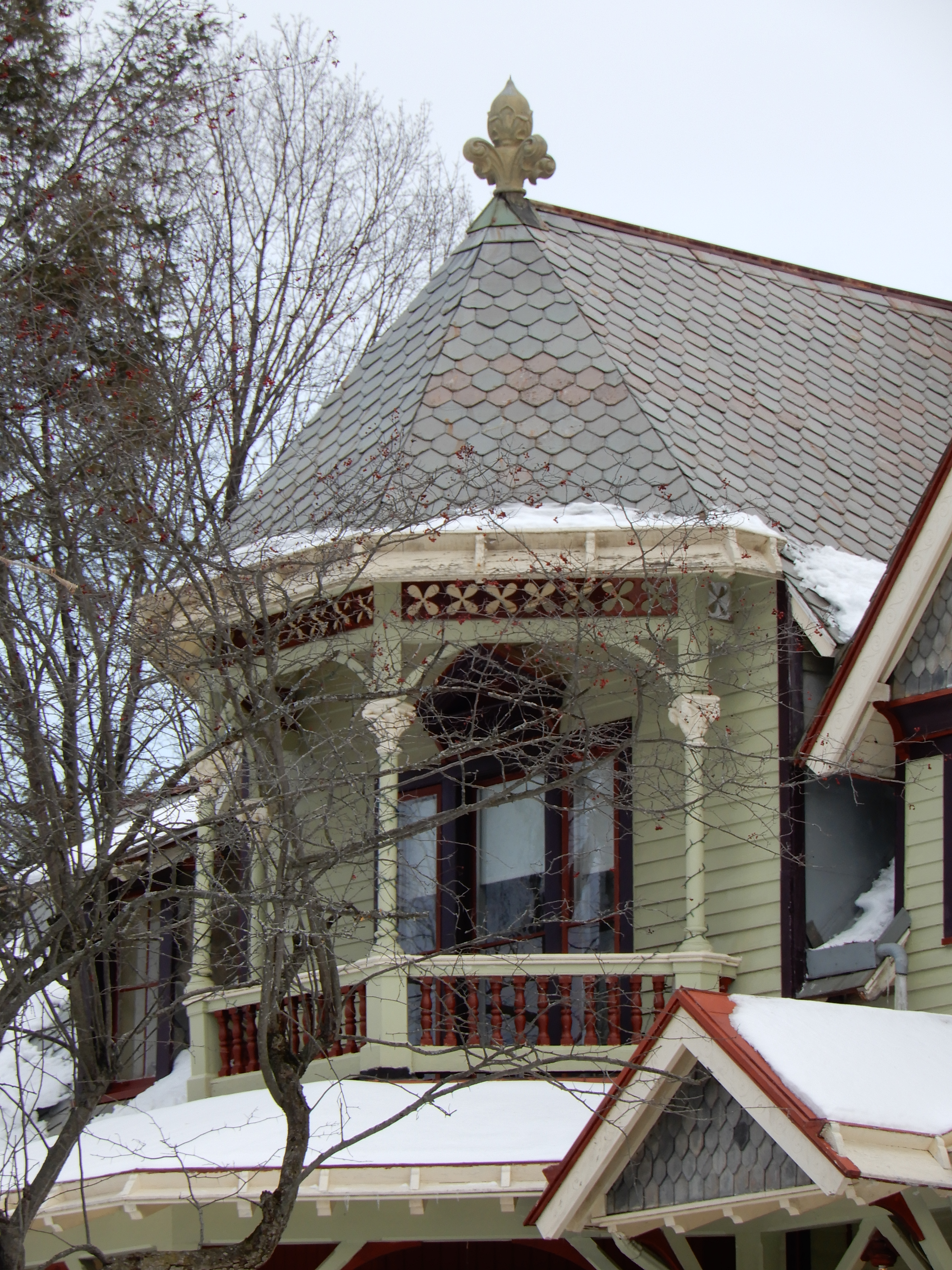
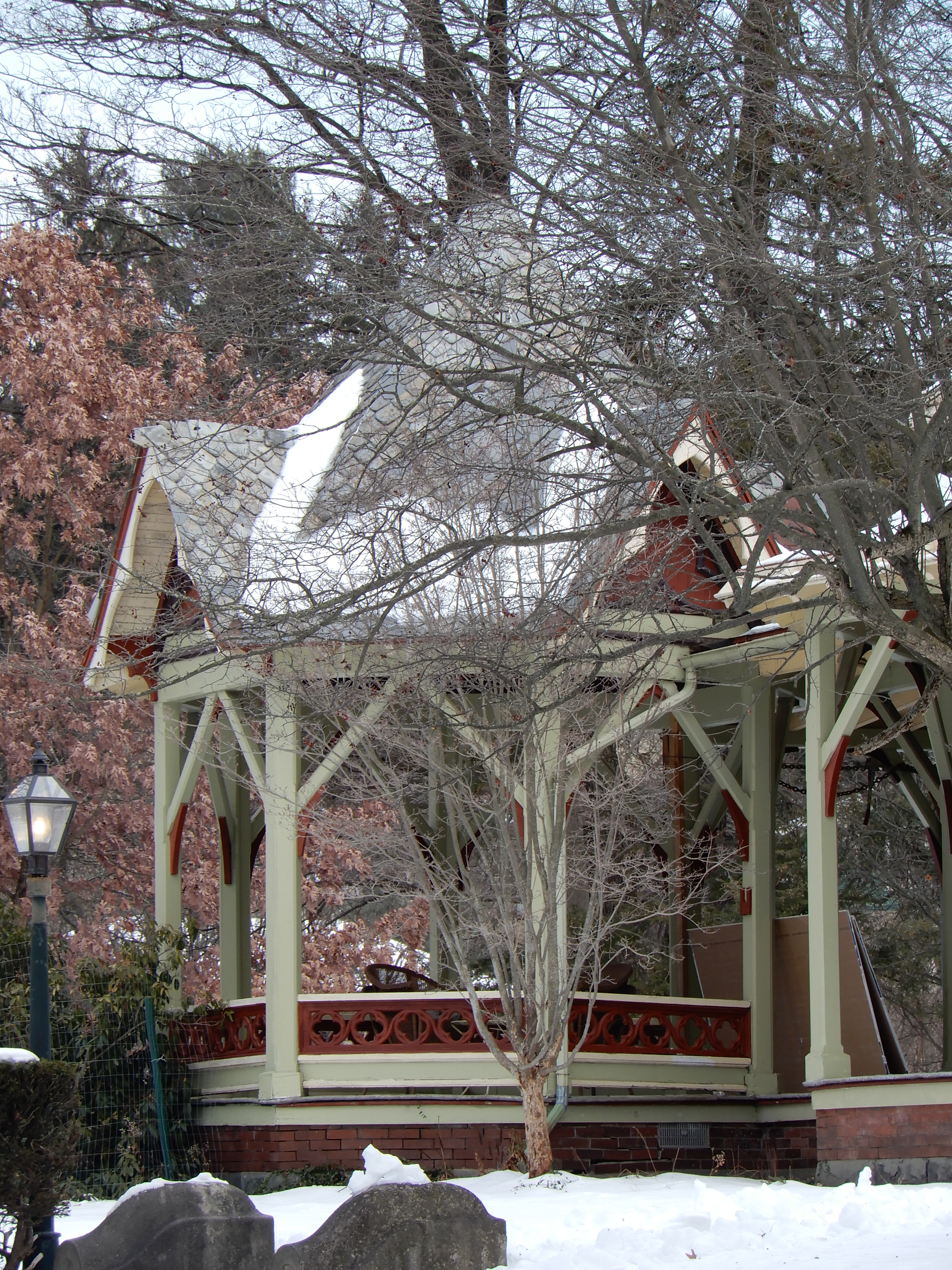